# Slaget vid Sobraon
Slaget vid Sabraon var ett slag under första sikhkriget och som ägde rum 10 februari 1846. Efter tre nederlag hade sikhernas armé, cirka 25 000 man, tvingats retirera till floden Sutlej ovanför staden Sobraon, där man förskansade sig. Sobraon är en stad i pakistanska Punjab, sju mil sydsydost om Lahore.
En brittisk styrka om cirka 15 000 man, anförda av general Hugh Gough, angrep sikherna. Efter att först ha lurat dem med en attack mot deras högra flank slog Gough med full kraft till mot sikhernas vänstra flank, som han därefter kunde rulla upp. Sikherna förlorade 8 000 man, inklusive några som drunknade när de flyendes sprang ut i Sutlej.